# 本間勘解由左衛門
本間 勘解由左衛門（ほんま かげゆざえもん、生没年不詳）は、戦国時代の槍術家。名は昌能。

## 経歴・人物
本間流槍術の始祖。塚原卜伝に師事。のち越前に移住。門下に本間次郎兵衛、次郎兵衛の門下に荒川彦太夫、久野勘右衛門がいる。